# 市川三鄉町
市川三鄉町（日语：／ Ichikawamisato chō */?）是位於日本山梨縣中南部的町，隸屬於西八代郡。轄區地處甲府盆地的西南方，笛吹川與富士川皆流經西北部的邊界地帶並往南流，當地人口中在身延線的周邊地區。市川三鄉町在明治時代相當盛行印章雕刻的相關產業，並且為甲斐源氏與歌舞伎演員市川團十郎的發源地。而當地在向外通勤與就學上較依賴東北邊的甲府市等地。
位於市川三鄉町內的四尾連湖為日本漫畫家Afro於2015年開始連載的漫畫《搖曳露營△》中的故事場景之一，並吸引許多前來聖地巡禮的旅客。

## 地理
市川三鄉町內約64.2%的面積被森林覆蓋。轄區地處甲府盆地的西南方，東南部為蛾岳等御坂山地的山岳。町內的山保地區坐落著湖面標高850公尺的四尾連湖，其周邊地區位於四尾連湖縣立自然公園的範圍內。笛吹川與富士川流經西北部的邊界地帶並往南流，該區的地勢也相對較平緩。而蘆川、新川、印川、山田川、葛籠澤川等和也流經町內。

### 氣候
市川三鄉町的年均溫約為15℃，年均降雨量則約1000毫米。當地的平均氣溫與甲府盆地的中心地帶相比較低，降雨量則較多。而市川三鄉町降雨量較多的月份為秋季的9月和10月。

## 歷史

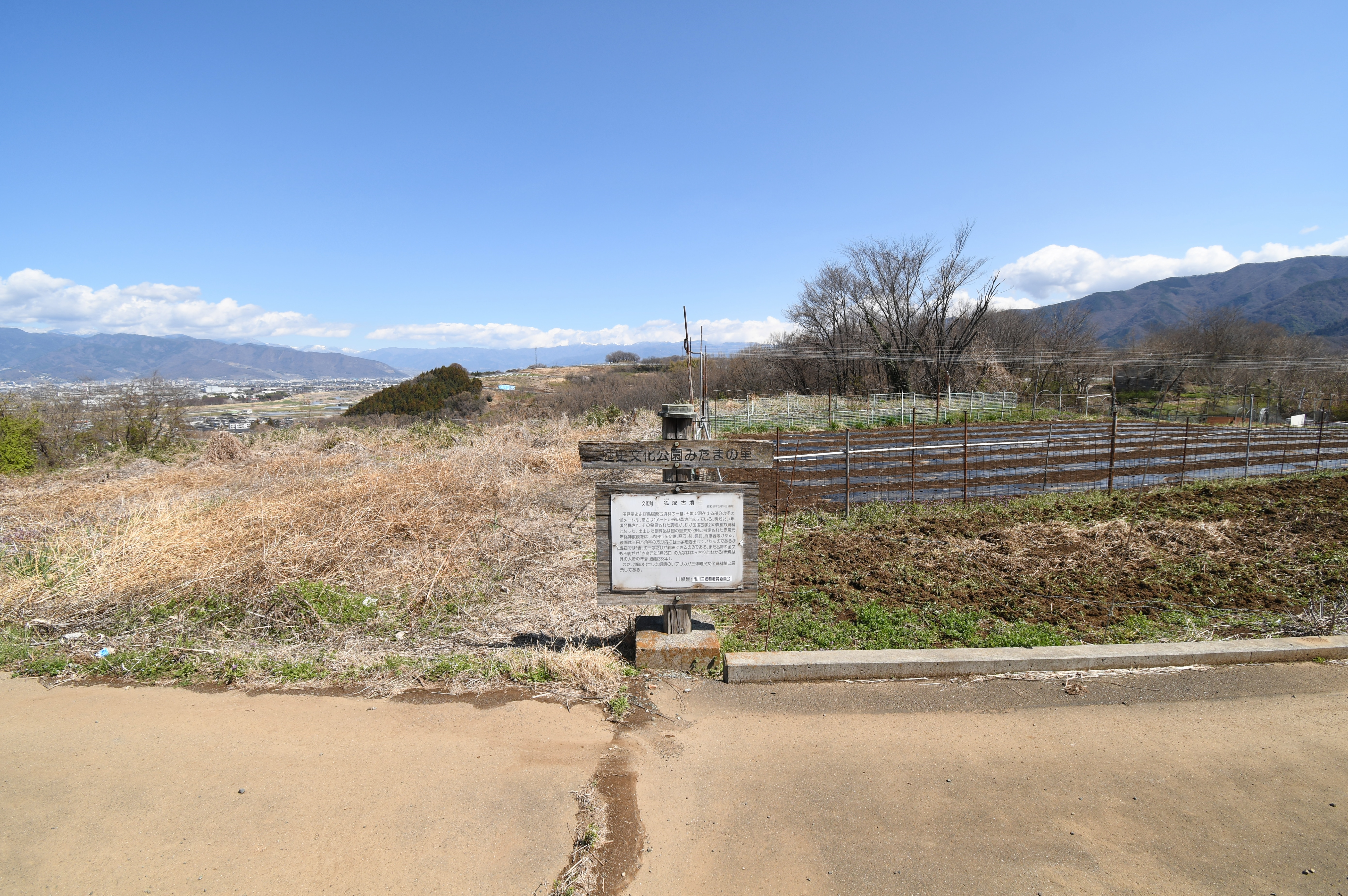
鳥居原狐塚古墳

市川三鄉町自古時便有人類居住，境內的石佛遺跡與宮之前遺跡接出土過許多繩紋時代和彌生時代的文物。而位於甲府盆地南端的曾根丘陵則坐落著大塚古墳群的鳥居原狐塚古墳、伊勢塚古墳與大塚古墳，其中鳥居原狐塚古墳出土過刻著「赤烏元年」碑文的神獸鏡、銅鏡與須惠器等文物。
平安時代，日本的皇室和貴族陸續在當地建立市河莊與岩間莊等莊園；而市川三鄉地區也開始生產和紙（市川和紙），並將其進貢給朝廷。大治5年（1130年），源義清及其子源清光被驅逐出常陸國，並在甲斐國的市河莊定居，使當地成為甲斐源氏的發源地；源義清後來則成為武田氏的家祖。同時義清的家臣甚左衛門將製造和紙的技術傳授給當地的工匠，使製作和紙的技術獲得改善。而日本著名的歌舞伎演員市川團十郎（名跡），其初代的祖父堀越十郎家宣在戰國時代為侍奉於武田家的武士，並且因戰功而獲封現今町內的上野地區，當地也因此成為市川團十郎的發源地。
江戶時代，豪商角倉了以奉幕府之命開鑿富士川，並且在現今町內的黑澤等地設置港口；當地也成為自甲斐國一帶前往信濃國諏訪藩的物流要衝。同時江戶幕府也在當地設置岩間陣屋和市川陣屋，使當地成為支配河內地方、巨摩郡與八代郡的行政中心。而市川和紙在當時則為江戶幕府的御用紙。明治時代，隨著甲府地區的水晶加工產業開始發展，當地的商販也開始製作和販售水晶製成的印章，並使印章雕刻發展成市川三鄉地區的核心產業。

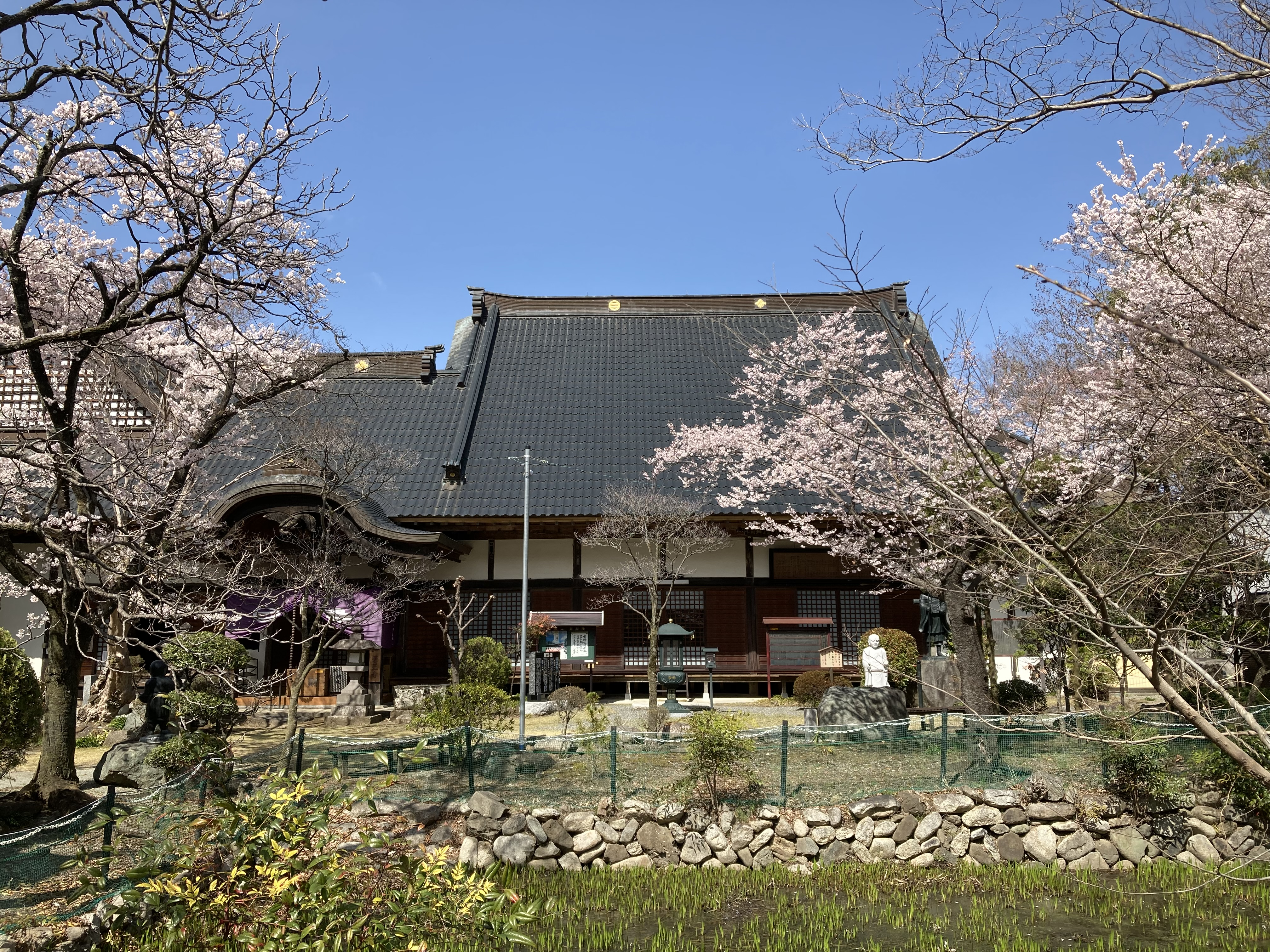
藥王寺 (山梨縣市川三鄉町)

昭和26年（1951年）4月，岩間村、楠甫村、宮原村、葛籠澤村、鴨狩津向村與落居村合併成六鄉村。昭和29年（1954年）1月1日，下九一色村的部分地區和上野村與大塚村合併成三珠町；同年4月，六鄉村改制成六鄉町，而高田村也在同年5月併入市川大門町。昭和30年（1955年）4月與31年（1955年）9月，山保村與大同村的部分地區皆併入市川大門町。平成17年（2005年）10月，三珠町、市川大門町與六鄉町合併成現今的市川三鄉町。而2011年3月11日的日本東北地方太平洋近海地震在當地引發震度4的地震。

## 行政
現任町長遠藤浩前於2021年10月在選舉中自動當選，其任期將持續至2025年10月。

## 人口
市川三鄉町的總人口數在合併前的1947年達到最高峰28,372人，但自1960年後便開始逐年減少，並預估2040年將僅剩約8121人。而據2020年的統計，當地的高齡人口比例為38.5%，預估2060年將上升至56.6%。
| 市川三鄉町人口分布圖 |                                                   |  |
| 市川三鄉町與日本全國年齡別人口分布比較圖 （2005年資料） | 市川三鄉町的年齡、男女別人口分布圖 （2005年資料） |  |
| ■紫色是市川三鄉町 ■綠色是全国 | ■藍色是男性 ■紅色是女性                           |  |
| 市川三鄉町人口變化 \| 1970年 \| 23,056人 \| \| \| 1975年 \| 22,718人 \| \| \| 1980年 \| 21,985人 \| \| \| 1985年 \| 21,690人 \| \| \| 1990年 \| 20,641人 \| \| \| 1995年 \| 19,885人 \| \| \| 2000年 \| 18,854人 \| \| \| 2005年 \| 17,939人 \| \| \| 2010年 \| 17,111人 \| \| \| 2015年 \| 15,673人 \| \| \| 2020年 \| 14,700人 \| \| |                                                   |  |
| 資料來源：日本總務省統計中心提供之人口普查數據 |                                                   |  |
| 1970年 | 23,056人                                          |  |
| 1975年 | 22,718人                                          |  |
| 1980年 | 21,985人                                          |  |
| 1985年 | 21,690人                                          |  |
| 1990年 | 20,641人                                          |  |
| 1995年 | 19,885人                                          |  |
| 2000年 | 18,854人                                          |  |
| 2005年 | 17,939人                                          |  |
| 2010年 | 17,111人                                          |  |
| 2015年 | 15,673人                                          |  |
| 2020年 | 14,700人                                          |  |

## 經濟

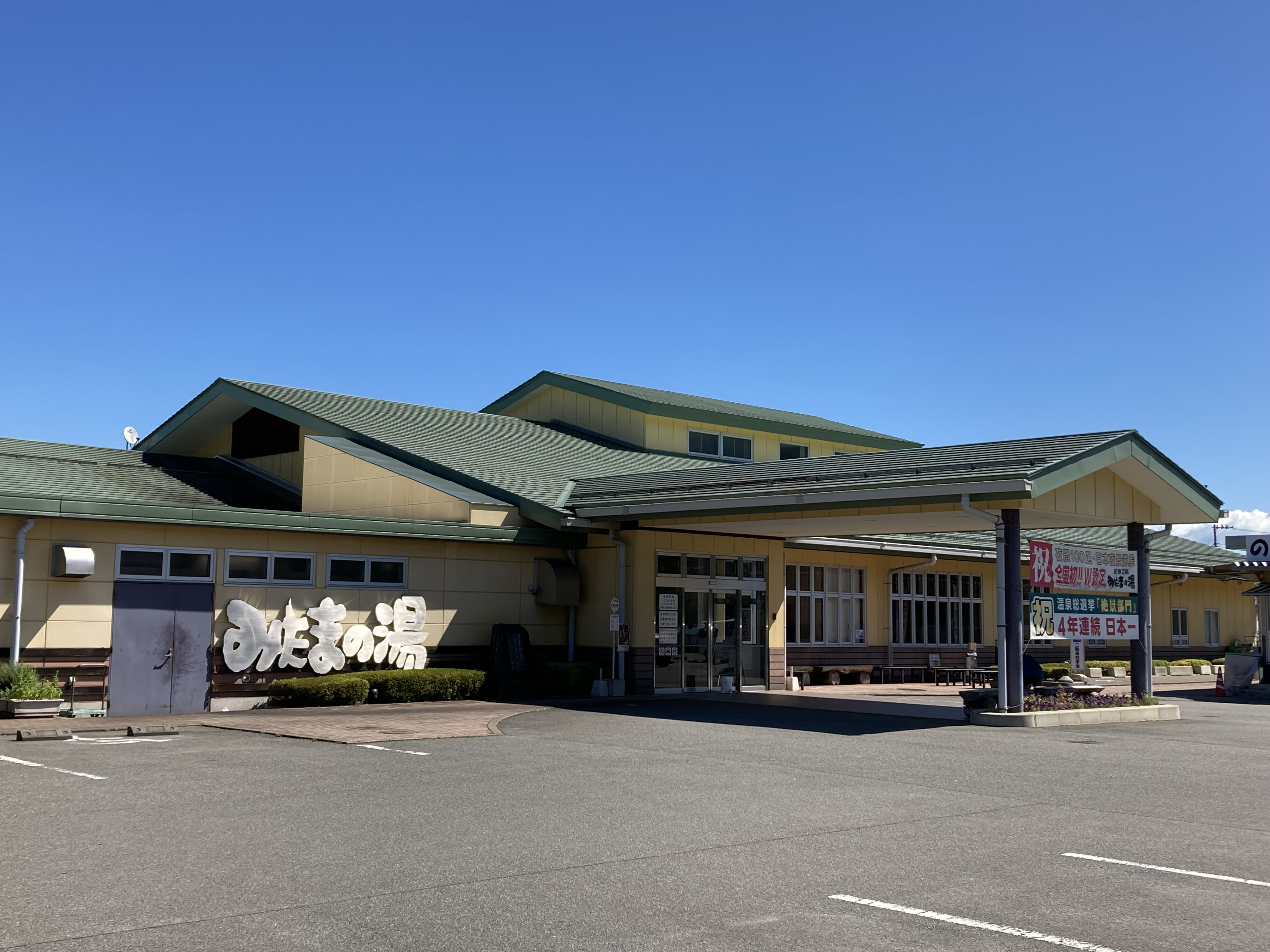
三玉之湯

根據日本2020年的國勢調查統計，市川三鄉町的就業人口中約4.1%從事第一級產業，33.4%的就業人口從事第二級產業，61.9%則從事第三級產業。當地的農業以生產稻米、胡蘿蔔、檸檬和茄子等農產品為主，其中稻米的耕種面積占全町耕地總面積的約43%；而市川三鄉町的農業近年來也面臨就業人口不足與高齡化等問題。町內的三珠地區因土壤肥沃，因此相當盛行農業，並利用火山灰堆積而成的土壤種植大塚胡蘿蔔和玉米等農作物。六鄉地區盛行印章的相關產業，近年來積極吸引企業進駐六鄉IC的周邊地區。當地生產的「甲州手雕印章」在2000年7月被經濟產業大臣指定為日本的傳統工藝品。而六鄉地區也以「印章之里」而聞名。至於舊市川大門町則為市川和紙的發源地，當地也是日本主要的障子紙產地之一。
由於市川三鄉町內擁有三玉之湯、歌舞伎文化公園等觀光景點，加上當地在每年8月會舉辦山梨縣內規模最大的「神明煙火大會」，因此吸引許多遊客前來。根據2021年的統計，當地共有約16.2萬名遊客到訪，其成長幅度較2020年增加136.2%。

## 教育

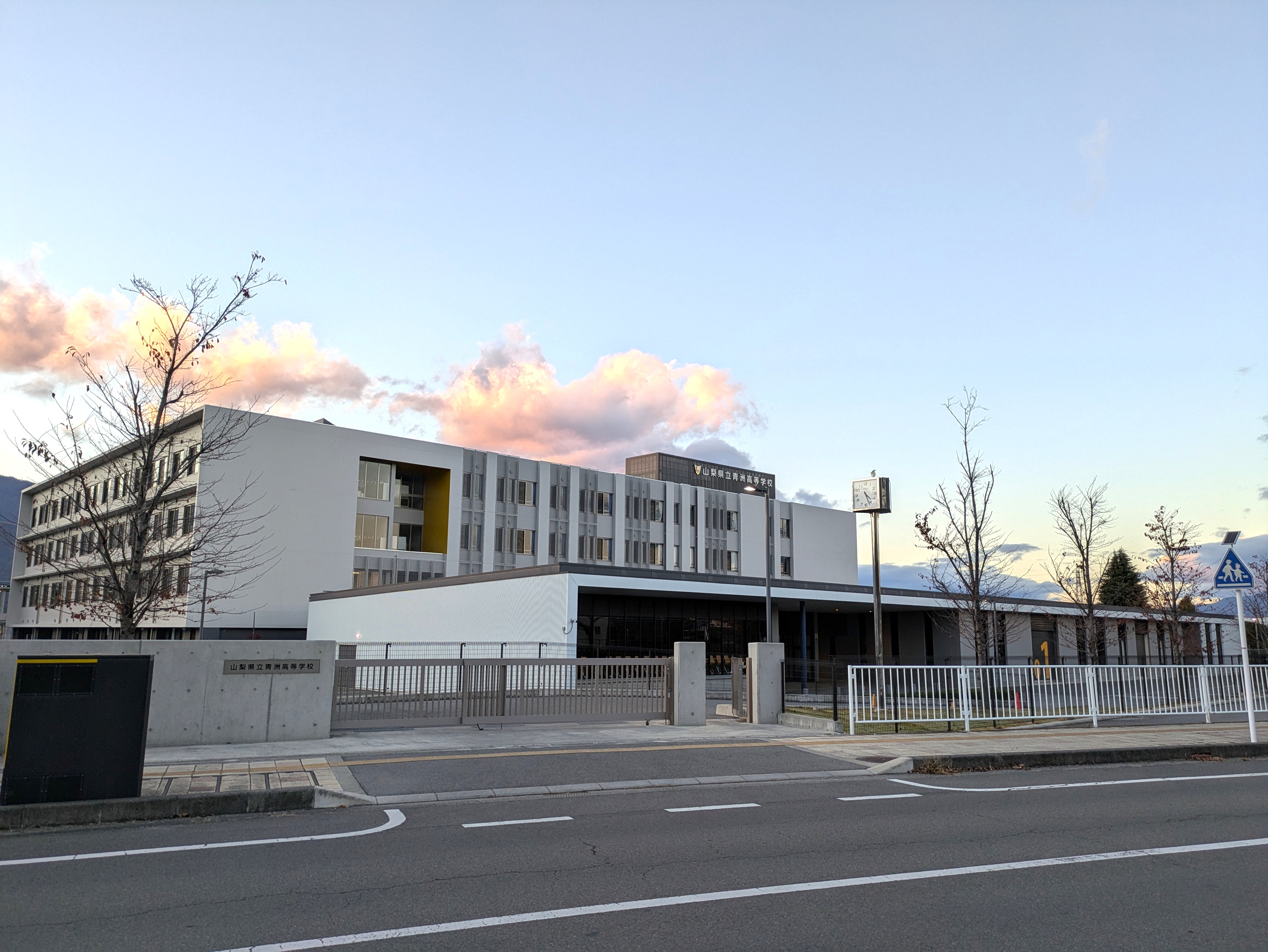
山梨縣立青洲高等學校

市川三鄉町內共有4所小學校、2所中學校與1所高等學校（山梨縣立青洲高等學校）。根據2023年5月的統計，當地共有601名小學生與323名中學生。而當地因為在2023年面臨財政危機，且學生人數持續減少，因此預計將町內的學校整合成3所小學校與1所中學校。

## 交通

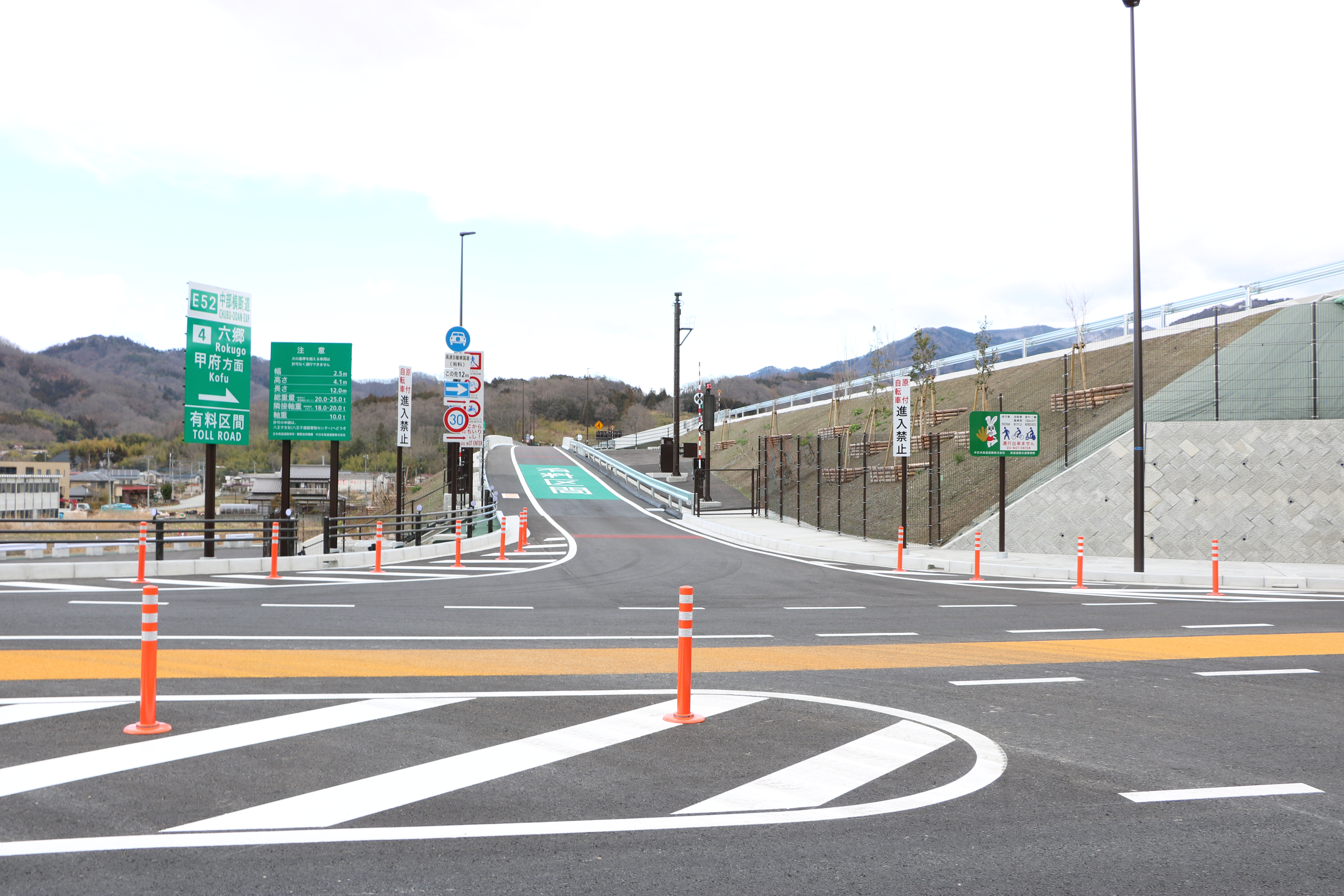
六郷IC
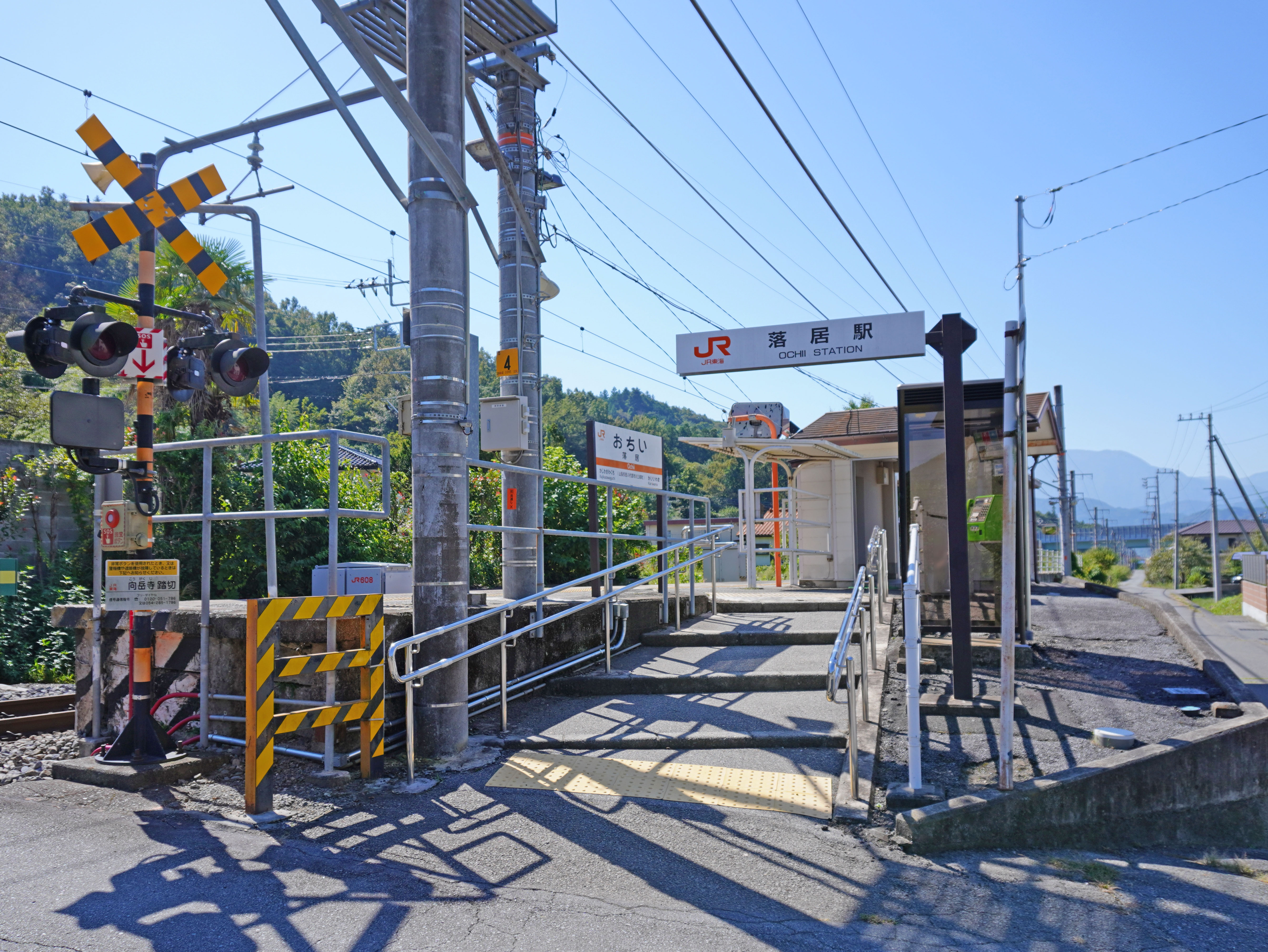
落居站入口
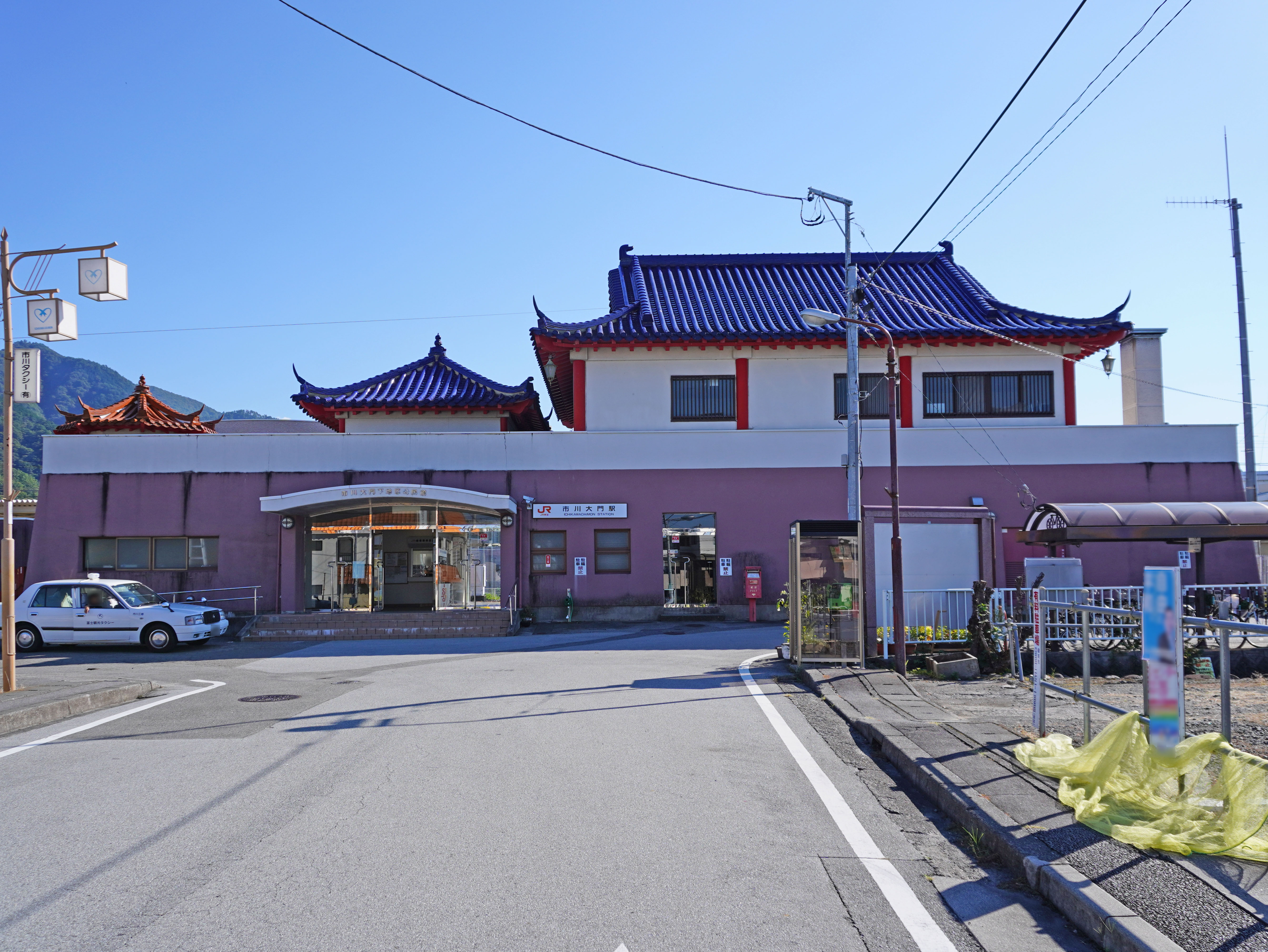
市川大門站
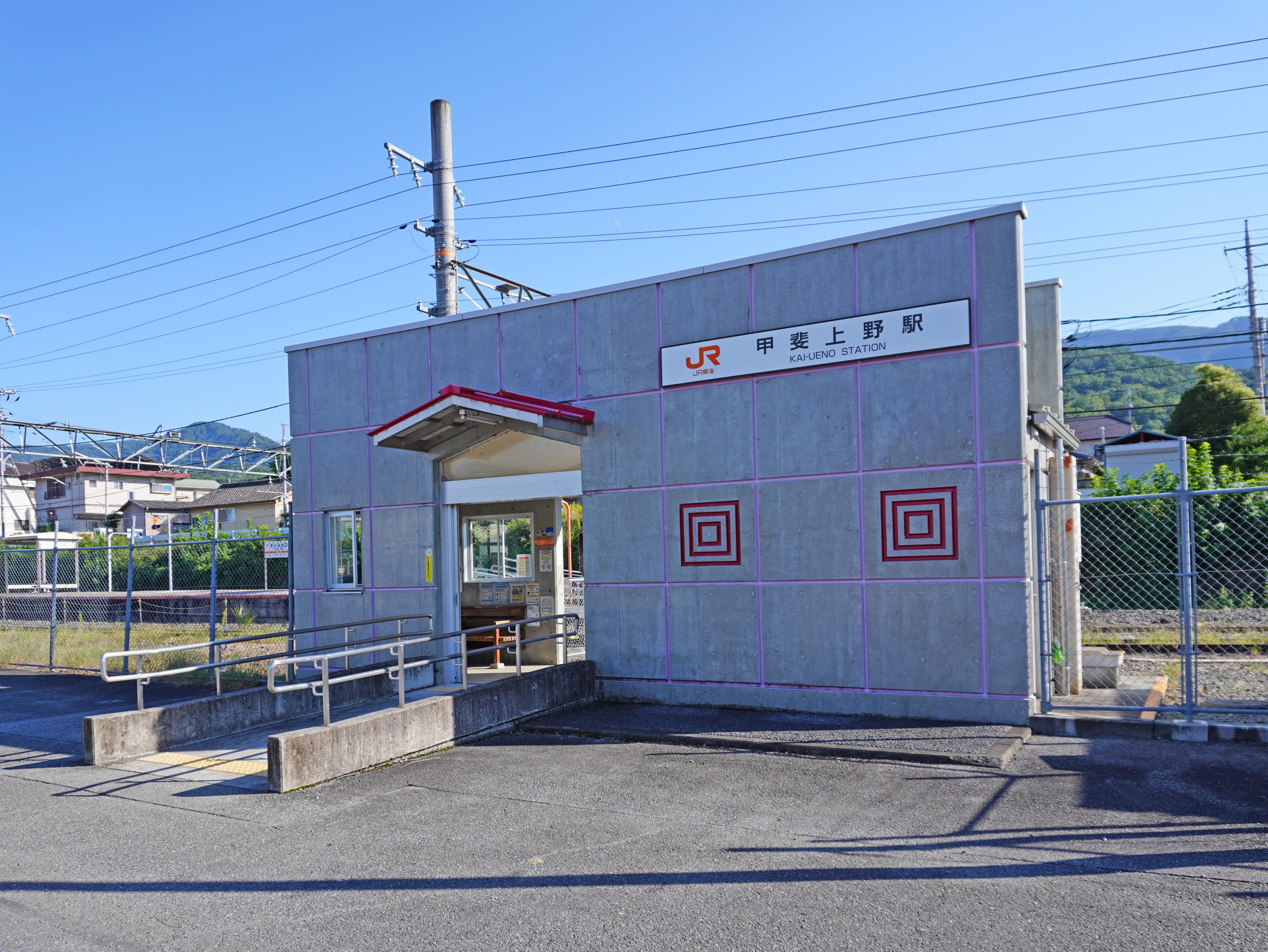
甲斐上野站

國道140號沿著笛吹川通過市川三鄉町的北部邊界，並在跨越富士川後與國道52號連接；而中部橫斷自動車道則穿越轄區西部，並在六鄉地區設置六鄉IC。鐵路方面，JR東海的身延線通過市川三鄉町的西部地區，並由南往北設置甲斐岩間站、落居站、鰍澤口站、市川大門站、市川本町站、蘆川站與甲斐上野站。其中市川大門站為當地使用人數最多的車站。

## 友好城市
市川三鄉町與以下外國行政區為姊妹城市:
| 國家 | 城市                           | 締結日期     |
| ---- | ------------------------------ | ------------ |
| 美国 | 馬斯卡廷（愛荷華州馬斯卡廷郡） | 2004年8月6日 |